# Goran Čavajda
Goran Čavajda (Beograd, 16. siječnja 1962. – Tasmanija, 16. veljače 1997.), poznat kao Čavke, bio je jugoslavenski i srpski bubnjar i pjevač, član sastava Električni orgazam, Babe i jedna od središnjih figura beogradskog Novog vala.

## Životopis i karijera
Glazbenu karijeru započeo je kao bubnjar u grupi Butik, a od 1980. godine na poziv Srđana Gojkovića Gileta, koji mu je kasnije postao vjenčani kum, postaje član Električnog orgazma. Godine 1981. odlazi u vojsku, a nakon povratka nastavlja rad u Električnom orgazmu, gdje ostaje do 1994. godine.
U stanci od sviranja s Električnim orgazmom, zajedno s pjevačem i gitaristom Žikom Milenkovićem (Bajaga i instruktori) i gitaristom Zoranom Ilićem Ilketom (Riblja čorba) 1992. godine osniva sastav Babe s kojim nastupa 1993. godine. Čavajda je bio i dio supergrupe Rimtutituki. 
Osim glazbene karijere, okušao se i na filmu, prvi puta 1986. godine, kada je ostvario ulogu u studentskom filmu Ko se boji šibicara još, a iste godine i ulogom Tučka u filmu Milana Živkovića Crna Marija. Kao Avram glumio je u rock opereti Kreatori i kreature iz 1988. godine. Glumio je i u televizijskim filmovima Telefonomanija i Šumanović – komedija umetnika iz 1987., a nakon toga i uloga u omnibusu Kako je propao rokenrol iz 1989. godine. Glumio je ulogu pjevača u filmu Crni bombarder iz 1992. godine. U filmu Geto – tajni život grada Ivana Markova bio je glavni junak-pripovjedač koji je kroz priču o osobnoj emotivnoj prošlosti progovorio i o razdoblju života u Beogradu između 1991. i 1995. navodeći kako je ustoličen duh palanke u to vrijeme razorenog urbanog Beograda. Godine 1995. glumio je i u predstavi Bitef teatra Zvezdana prašina, zajedno s Milenom Dravić, Draganom Zarićem, Anom Sofrenović, Sonjom Vukićević, Bojanom Dimitrijevićem i Nikolom Đuričkom.
Posljednje godine života proveo je u Australiji, a umro je 16. veljače 1997. godine u Tasmaniji od posljedica zaraze virusom HIV-a.

### Naslijeđe
U rujnu 1997. izdavačka kuća Sound Of Islands posthumno je objavila Čavajdin solo album. Pjesme na albumu sadrže improvizacije, techno zvuk i standardne rock forme.
U 2012. godini održana je izložba fotografija Gorana Čavajde. Komisija za spomenike, nazive trgova i ulica grada Beograda prihvatila je inicijativu da se prolaz od Trga Nikole Pašića (kod blagajne Doma sindikata) do Nušićeve ulice nazvove Čavketov prolaz.
 Čavke je bio neka vrsta dobrog duha „Električnog Orgazma“, bio je super tip, sigurno najkomunikativniji od svih nas. Kad bismo svirali na grupnim svirkama uvek bi Čavke bio taj koji bi pravio prve kontakte sa bendovima koje nismo poznavali dotad. On bi se upoznavao sa njima, on bi bio taj neki „ministar za komunikaciju i upoznavanje sa drugim ljudima“, bio je žešće zabavan, i duhovit, uvek sklon zezanju i u nekim teškim trenucima je dizao atmosferu u bendu. – Srđan Gojković

## Diskografija

### Solo albumi
- Regression (1997.)

### Gostovanje na albumima i kompilacijama
- Električni orgazam – Lišće prekriva Lisabon (1982.)
- Uroš Dojčinović – Južno-američka gitara (1983.)
- Električni orgazam – Kako bubanj kaže (1984.)
- Električni orgazam –  Distorzija (1986.)
- Bombaj štampa – Bombaj štampa (1987.)
- Električni orgazam – Letim, sanjam, dišem (1988.)
- Vladimir Milačić – Kreatori i kreature (1988.)
- Gile – Evo sada vidiš da može (1989.)
- Anica Dobra, Gile, Vlada Divljan i Električni orgazam – Crni bombarder (1992.)
- Rimtutituki – Slušaj 'vamo (1992.)
- Babe – Slike iz života jednog idiota (1993.)
- Ekatarina Velika – Neko nas posmatra (1993.)
- Revolveri – 24 sata dnevno rokenrol (1993.)
- Partibrejkers – Kiselo i slatko (1994.)
- Various – Bez struje (1994.)
- Električni orgazam – Zašto da ne! (1994.)
- Various – Gruvanje vol. 1 (1995.)
- Various – Zigi, zvezdana prašina (1995.)

## Vanjske poveznice
- Goran Čavajda na stranici Discogs
- Priča o Čavketu